# 1417
1417 (MCDXVII) je bilo navadno leto, ki se je po julijanskem koledarju začelo na petek.

## Dogodki
- 1. januar

## Rojstva
- 23. februar - Papež Pavel II. († 1471)

Neznan datum
- Stefan Branković, srbski despot († 1459)

## Smrti
- 5. marec - Manuel III. Veliki Komnen, trapezuntski cesar (* 1364)
- 31. maj - Vilijem II. Wittelsbaški, vojvoda  Bavarske-Straubinga, holandski (IV.), hainauški (VI.) in zeelandski (V.) grof (* 1365)
- 10. september - Ivan Neustrašni, burgundski vojvoda (* 1371)
- 26. september - Francesco Zabarella, italijanski kardinal in kanonik (* 1360)
- 18. oktober - Papež Gregor XII.
- 26. december - Eleanora Aragonska, ciprska kraljica (* 1333)

Neznan datum
- Samsenthai, kralj laoškega kraljestva Lan Xang (* 1357)